# Emma una strega da favola
Emma una strega da favola (Every Witch Way) è una serie televisiva statunitense ideata da Mariela Romero e prodotta da Nickelodeon, remake della telenovela latinoamericana Grachi. La serie è stata annunciata a settembre 2013 ed è girata a Miami.

## Trama

### Prima stagione
La quattordicenne Emma Alonso si trasferisce a Miami con il padre Francisco, dove comincia a frequentare l'Iridium High: qui conosce Andi Cruz, che diventa la sua migliore amica, e Daniel, del quale s'innamora, ma l'ex fidanzata del ragazzo, Maddie Van Pelt, la ragazza più popolare della scuola e leader delle Pantere, cerca di fare di tutto per tenere Emma lontana da Daniel, soprattutto quando entrambe le ragazze scoprono di essere delle streghe. Intanto, la preside Miss Torres, una strega malvagia, progetta di rubare i poteri della Prescelta, la strega più potente di tutte, che si rivela essere Emma. Con l'aiuto di Lily, l'infermiera della scuola e sua Guardiana, e Andi, Emma cerca di opporsi alla preside, finché, il giorno dell'eclissi in cui la donna intende attuare il suo piano, Emma e Maddie uniscono le forze e la sconfiggono grazie al libro d'incantesimi Hexoren che Emma ha ereditato dalla madre defunta. Sia Maddie, sia Emma sono convinte di aver perso i loro poteri durante la battaglia, ma il giorno dopo l'eclisse Emma si accorge di averli ancora.

### Seconda stagione
Il Concilio delle Streghe, a capo di tutto il mondo magico, dice a Emma che non può uscire con Daniel: l'unico modo per farlo sarebbe rinunciare ai propri poteri, ma, essendo la Prescelta, Emma non può farlo e non vuole neanche lasciare il suo ragazzo. Maddie si rifiuta di accettare di non avere più i suoi poteri, ignorando che siano finiti alla madre Ursula. Intanto, alla Iridium High arriva da Sydney un nuovo studente, Jax Novoa, e Francisco, diventato il nuovo preside, incarica Emma di aiutarlo ad ambientarsi. Anche Jax è uno stregone e, mentre lui e Emma iniziano a provare dei sentimenti l'uno per l'altra, Andi e Daniel nutrono dei sospetti nei suoi confronti. Nel frattempo, si avvicina la Luna Piena delle streghe, una luna che compare ogni venti anni e manda fuori controllo i poteri di una strega o di uno stregone: Desdemona, una strega del Concilio, viene colpita dalla Luna Piena e, diventata cattiva, progetta di rubare i poteri di Emma. Anche il clone malvagio di Emma, E, che la ragazza aveva creato in passato, vuole rubare i poteri di Emma e per farlo si allea con Jax, ma lui, pentito, aiuta Emma, permettendole di far sparire E in un portale.

### Terza stagione
Mentre Emma e Diego trovano lavoro al Beachside 7 e Daniel diventa bagnino, a Miami arriva Mia, una Kanay che s'innamora di Daniel e che vuole distruggere le streghe con l'aiuto del Cristal de Caballero perché hanno ucciso i suoi genitori. Andi è determinata a mostrare al Concilio delle Streghe che ha i requisiti per essere una guardiana, e Maddie e Diego cercano di risolvere i rapporti tra streghe e kanay, mentre Emma deve scegliere il suo fidanzato tra Jax e Daniel, e sceglie Jax.

### Quarta stagione
La decisione di Emma di scegliere Jax causa una rottura del continuum in cui Daniel vive nelle Everglades, mentre a Miami nessuno lo ricorda, a parte Emma. La ragazza, però, riesce a riportarlo a casa e fargli tornare la memoria prima che, scaduti cinque giorni, Daniel sparisca per sempre. Intanto, il padre di Jax, Jake, torna a casa, portando Jax a scoprire di avere una sorella minore, Jessie, e che sua madre Liana non è morta, grazie all'aiuto di Ursula Van Pelt, la mamma di Maddie.

## Personaggi

### Personaggi principali
- Emma Alonso (stagioni 1-4), interpretata da Paola Andino, doppiata da Chiara Oliviero.
È una nuova studentessa all'Iridium High e s'innamora di Daniel, ma nella terza stagione lo lascia per Jax. È frizzante e fiduciosa, e cerca di usare i suoi poteri magici in maniera responsabile. Ama i brillantini, i tulipani e i sorrisi, e, quando si arrabbia, spuntano peluche, caramelle e piante. Nella quarta stagione, a causa della sua scelta di restare con Jax, mette a rischio l'esistenza di Daniel tentando di fargli ricordare la sua vita e i suoi amici di prima. Emma successivamente si ostina a voler tornare indietro nel tempo per rivedere sua madre, ma, grazie all'aiuto dei suoi amici, rinuncia.
- Daniel Miller (stagioni 1-4), interpretato da Nick Merico, doppiato da Manuel Meli.
Intelligente, sportivo e popolare, è un ragazzo onesto contrario agli imbrogli. Ha una relazione altalenante con Maddie, ma poi la lascia definitivamente perché s'innamora di Emma; tuttavia, viene lasciato da quest'ultima nella terza stagione per Jax. Nella quarta stagione, a causa della scelta di Emma di voler restare con Jax, viene creato un varcospazio temporale che lo conduce nell'oblio più totale cancellando qualsiasi suo ricordo. Alla fine della serie decide di rimanere a vivere nelle Everglades con Mia.
- Maddie Van Pelt (stagioni 1-4), interpretata da Paris Smith, doppiata da Perla Liberatori.
È la ragazza più popolare della scuola, leader delle Pantere e terrore di tutta l'Iridium High. Detesta la nuova arrivata Emma fin dal primo momento e ha un brutto rapporto anche con Andi per il suo essere poco femminile, sebbene diventino amiche con il passare del tempo. È innamorata di Daniel, ma lui la lascia per Emma, e poi si innamora di Diego, anche se non lo vuole ammettere.
- Andrea "Andi" Cruz (stagioni 1-4), interpretata da Daniela Nieves, doppiata da Joy Saltarelli.
L'unica ragazza nella squadra degli Squali, non ha paura di nulla ed è un vero maschiaccio. Diventa subito la migliore amica di Emma, della quale ammira l'ottimismo. Ama gli zombie e odia il rosa. È innamorata di Philips, uno zombie del suo gioco. Non sopporta Jax poiché lo considera un imbroglione e detesta profondamente Maddie, dato che le rende la vita impossibile e la critica sul suo essere "maschiaccio", anche se il loro rapporto migliora nella quarta stagione. Al termine della serie entra a far parte dell'accademia di magia salutando i suoi amici.
- Diego Rueda (stagioni 1-4), interpretato da Tyler Alvarez, doppiato da Stefano Broccoletti.
È un membro degli Squali e migliore amico di Mac. Grazie a Julio, scopre di essere un Churi Kanay, o Figlio del Fuoco, e che ha poteri speciali che gli permettono di controllare gli elementi. Lavora al Seven come cameriere e barista. È innamorato di Maddie e si fidanza con lei al termine della seconda stagione.
- Sophie Johnson (stagioni 1-4), interpretata da Autumn Wendel, doppiata da Monica Volpe.
Una delle Pantere, non è molto intelligente e spesso dice cose stupide e senza senso. S'innamora di un camaleonte trasformato da Maddie in un ragazzo.
- Katie Rice (stagioni 1-4), interpretata da Denisea Wilson, doppiata da Barbara Pitotti.
Il terzo e ultimo membro delle Pantere, è una delle ragazze più intelligenti della scuola, ma lo nasconde. È il braccio destro di Maddie ed è la seconda in comando dopo di lei, ma le piacerebbe prendere il suo posto. Pratica il taekwondo.
- Jax Novoa (stagioni 2-4), interpretato da Rahart Adams, doppiato da Lorenzo De Angelis.
È un mago ribelle che usa i suoi poteri per fare quello che vuole ed è molto popolare tra le ragazze. Arriva all'Iridium High nella seconda stagione come studente in interscambio da Sydney. Inizia a provare dei sentimenti per Emma, che è l'unica alla quale mostra il suo lato vulnerabile, riuscendo alla fine a conquistarla.
- Mia Black (stagioni 3-4), interpretata da Elizabeth Elias,doppiata da Eva Padoan.
È una Kanay combinaguai che odia sentirsi vulnerabile. Arriva a Miami nella terza stagione per vendicarsi delle streghe che hanno ucciso i suoi genitori e s'innamora di Daniel. Per un periodo riesce a stregare Daniel trasmettendogli un ragno che cambia l'atteggiamento di una persona.
- Gigi Rueda (stagioni 1-4), interpretata da Zoey Burger, doppiata da Gaia Bolognesi.
La sorella di Diego, è la regina dei gossip e pubblica ogni notizia sul suo blog, Miss Informazione, che è anche il suo soprannome.
- Tony Myers (stagione 1), interpretato da Kendall Sanders, doppiato da Mirko Cannella.
Membro degli Squali, è un genio della matematica e un mago dilettante. È un grande amico di Emma, per la quale ha una cotta segreta. Lascia Miami per frequentare un'accademia di magia.
- Mac Davis (stagione 1), interpretato da Mavrick Moreno, doppiato da Niccolò Guidi.
Il più maleodorante degli Squali, è super energico e ama vivere sotto i riflettori. È il migliore amico di Diego. Lascia Miami con la sua famiglia per trasferirsi in Texas.

### Personaggi secondari
- Tommy Miller (stagioni 1-4), interpretato da Jason Drucker.
È uno dei fratellini di Daniel, noti come "Terribili Tre", e il più iperattivo. Ha 7 anni e un'iguana domestica.
- Robert "Rob" Miller (stagioni 1-4), interpretato da Louis Tomeo, doppiato da Laura Cosenza.
È uno dei fratellini di Daniel. È il maggiore e leader dei Terribili Tre, nonché il loro miglior inventore.
- Melanie Miller (stagioni 1-3), interpretata da Jackie Frazey, doppiata da Monica Volpe.
È la sorellina di Daniel, molto intelligente, e membro di mezzo dei Terribili Tre.
- Ursula Van Pelt (stagioni 1-4), interpretata da Katie Barberi, doppiata da Tiziana Avarista.
È la madre di Maddie e sua Guardiana, e si preoccupa per lei. Spesso s'intrufola nel guardaroba della figlia per rubarle le scarpe. S'innamora di Francisco e fa di tutto per conquistarlo. Chiama sempre Maddie col nomignolo "Maddie Stellina".
- Francisco Alonso (stagioni 1-4), interpretato da René Lavan, doppiato da Alessio Cigliano.
È il padre vedovo di Emma e cucina piatti molto particolari. Non gli piace Daniel; diventa il nuovo direttore e professore di matematica all'Iridium High dopo la sconfitta della signora Torres.
- Lily (stagioni 1-4), interpretata da Melissa Carcache, doppiata da Eleonora Reti.
È l'infermiera della scuola, una strega buona senza poteri che viene scelta come Guardiana di Emma per insegnarle a usare la magia. Nella seconda stagione diventa il nuovo membro del Concilio delle Streghe dopo la scomparsa di Ramona. È innamorata di Julio.
- Christine Miller (stagioni 1-4), interpretata da Whitney Goin.
È la madre di Daniel, Robert, Melanie e Tommy.
- Desdemona (stagioni 2-4), interpretata da Mia Matthews, doppiata da Claudia Catani.
È un membro del Concilio delle Streghe e nuova Guardiana di Emma quando Lily viene scelta per sostituire Ramona all'interno del Concilio. Rispetta fermamente il regolamento e sa moltissime cose. Nella seconda stagione la Luna Piena la trasforma in una strega cattiva che vuole distruggere il mondo, ma alla fine viene sconfitta da Emma, e ritorna buona quando l'effetto della Luna Piena svanisce.
- Agamennone (in originale: Agememnon) (stagioni 2-4), interpretato da Todd Allen Durkin.
È un membro del Concilio delle Streghe e uno scienziato.
- Mrs. Torres (stagione 1, 3-4) interpretata da Michele Verdi, doppiata da Anna Cesareni.
La preside dell'Iridium High, è una strega ultra-centenaria che ama trasformare le persone in rospi. A causa delle sue azioni malefiche, è stata esiliata e privata di quasi tutti i poteri dal Concilio delle Streghe, e per questo vuole trovare la Prescelta per assorbirne i poteri e tornare forte come un tempo. Alla fine, viene sconfitta da Emma e Maddie; ritorna nel finale della serie, ma viene privata da Emma dei suoi poteri e rispedita nel Limbo.
- Julio (stagione 1), interpretato da Rafael de la Fuente, doppiato da Luca Mannocci.
È il figlio della preside, anche se è una rana trasformata in un essere umano. Ha 22 anni ed è l'allenatore della squadra di nuoto. Quando scopre che Diego è un Kanay, lo aiuta a imparare a controllare i propri poteri di nascosto da sua madre. È innamorato di Lily.
- Rick Miller (stagione 1), interpretato da Jimmie Bernal.
È il padre di Daniel, Robert, Melanie e Tommy.
- Ramona (stagione 2), interpretata da Lisa Corrao, doppiata da Monica Bertolotti.
È un membro del Concilio delle Streghe e, alla sua misteriosa scomparsa, viene sostituita da Lily; inizialmente hanno pensato che fosse scappata per lasciare il Concilio, ma in realtà, è stata rapita da Desdemona. Verrà poi liberata da Maddie.
- Oscar (stagione 3), interpretato da Ethan Estrada.
È il cugino di Diego e Gigi. È un membro degli H2O, un nuovo gruppo simile ai Terribili Tre.
- Hector (stagione 3), interpretato da Nicolás James.
È il cugino di Gigi e Diego. È il fratello minore di Oscar e membro degli H2O.
- Philip Van Pelt (stagioni 2-4), interpretato da Liam Obergfoll.
È il personaggio di un videogioco, uno zombie che Emma porta nel mondo reale nella seconda stagione per non rischiare che venga distrutto. Diventa il fidanzato di Andi, però poi Emma lo fa tornare nel videogioco perché era un pericolo per gli altri. Può capire cosa dice l'Hexoren. Nella terza stagione ritorna ed Emma lo trasforma in un adolescente, che Ursula adotta, facendo di lui un membro della famiglia Van Pelt.
- Jessie Novoa (stagione 4), interpretata da Julia Antonelli.
È la sorella minore di Jax, che non ha ancora ottenuto i suoi poteri, ma desidera averli.
- Jake Novoa (stagione 4), interpretato da Richard Lawrence-O'Bryan[3].
È il padre di Jax, un affascinante e pericoloso stregone ossessionato dal potere.
- Liana Woods/Novoa (stagione 4), interpretata da Betty Monroe.
È La madre di Jax e Jessie, creduta morta. Inizialmente si pensava che non avesse i poteri, ma in seguito si scopre che è una strega e vuole rubare i poteri a Emma per conquistare il regno; alla fine della serie viene fermata da Emma e Jax, e rinchiusa nel Limbo.
- Emma Malvagia/E (stagioni 2, 4), interpretata da Paola Andino.
È un clone creato da Emma, ma a differenza di lei è malvagia. Si innamora di Jax e si alleano con Desdemona per distruggere il regno, ma viene sconfitta dalla vera Emma e risucchiata nel Limbo; ritorna nel finale della serie, ma Emma le toglie i poteri e la riassorbe.

## Episodi
| Stagione         | Episodi           | Prima TV originale | Prima TV Italia |
| ---------------- | ----------------- | ------------------ | --------------- |
| Prima stagione   | 21 (40 in Italia) | 2014               | 2014            |
| Seconda stagione | 25 (24 in Italia) | 2014               | 2015            |
| Spellbound       | Spellbound        | 2014               | non trasmesso   |
| Terza stagione   | 20                | 2015               | 2015            |
| Quarta stagione  | 21 (20 in Italia) | 2015               | 2016            |

## Edizioni in DVD
| Stagione completa | Date di uscita (USA) |
| ----------------- | -------------------- |
| 1ª                | 13 giugno 2014       |
| 2ª                | 7 gennaio 2015       |
| 3ª                | N/D                  |
| 4ª                | N/D                  |

## Premi e riconoscimenti
| Anno | Evento                          | Categoria                                   | Candidati    | Risultato       |
| ---- | ------------------------------- | ------------------------------------------- | ------------ | --------------- |
| 2014 | Imagen Awards                   | Miglior programma per bambini               |              | Candidato/a     |
| 2014 | Imagen Awards                   | Miglior giovane attrice televisiva          | Paola Andino | Candidato/a     |
| 2014 | Kids' Choice Awards Argentina   | Programma internazionale preferito          |              | Vincitore/trice |
| 2015 | Young Artist Awards             | Miglior performance in una serie televisiva | Paris Smith  | Vincitore/trice |
| 2015 | Nickelodeon Kids' Choice Awards | Programma TV per ragazzi preferito          |              | Candidato/a     |
| 2015 | Reggie Awards                   | Campagna d'intrattenimento                  |              | Candidato/a     |
| 2015 | Kids' Choice Awards México      | Programma o serie internazionale            |              | Candidato/a     |

## Produzione e distribuzione
La prima stagione è andata in onda dal 1º gennaio al 30 gennaio 2014 su Nickelodeon. Il 13 marzo 2014 Nickelodeon ha rinnovato la serie per una seconda stagione, che è andata in onda dal 7 luglio all'8 agosto 2014. Il 31 luglio 2014 è stata rinnovata per una terza stagione, che ha iniziato a essere trasmessa il 5 gennaio 2015; è stata prima preceduta da uno speciale da 66 minuti intitolato Spellbound mandato in onda il 26 novembre 2014 che riassumeva la seconda stagione e mostrava un'anteprima della terza. Il 25 febbraio 2015 è stata annunciata la quarta e ultima stagione, andata in onda dal 6 luglio al 20 luglio 2015. Sempre a febbraio è stato annunciato uno spin-off di venti episodi intitolato Scuola di magia.
In Italia il primo episodio della prima stagione è stato trasmesso in anteprima il 31 ottobre 2014 su Boing, dove la stagione è iniziata regolarmente il 20 novembre e si è conclusa il 18 dicembre; gli episodi sono stati divisi in due puntate da circa venti minuti l'una aggiungendo scene inedite nella versione originale. I primi due episodi della seconda stagione sono stati trasmessi in anteprima il 14 febbraio 2015 su Boing, mentre la stagione è iniziata regolarmente il 2 marzo e si è conclusa il 2 aprile; l'episodio speciale Spellbound non è stato trasmesso. La terza stagione è stata trasmessa su TeenNick dal 4 dicembre al 25 dicembre 2015 e in chiaro su Super! dal 4 ottobre 2021. La quarta stagione è stata trasmessa su TeenNick dal 4 aprile 2016 all'8 dicembre 2016.

## Distribuzioni internazionali
| Paese            | Canale/i           | Prima TV        | Titolo                                                                         |
| ---------------- | ------------------ | --------------- | ------------------------------------------------------------------------------ |
| Stati Uniti      | Nickelodeon        | 1º gennaio 2014 | Every Witch Way                                                                |
| Paesi Bassi      | Nickelodeon        | 21 maggio 2014  | Verhekst!                                                                      |
| Canada           | YTV                | 7 luglio 2014   | Every Witch Way                                                                |
| Regno Unito      | Nickelodeon        | 14 luglio 2014  | Every Witch Way                                                                |
| Messico          | Nickelodeon        | 14 luglio 2014  | Every Witch Way                                                                |
| Colombia         | Nickelodeon        | 14 luglio 2014  | Every Witch Way                                                                |
| Venezuela        | Nickelodeon        | 14 luglio 2014  | Every Witch Way                                                                |
| Rep. Dominicana  | Nickelodeon        | 14 luglio 2014  | Every Witch Way                                                                |
| Argentina        | Nickelodeon        | 14 luglio 2014  | Every Witch Way                                                                |
| Brasile          | Nickelodeon        | 14 luglio 2014  | Every Witch Way                                                                |
| Russia           | Nickelodeon        | 21 luglio 2014  | Колдовская история                                                             |
| Australia        | Nickelodeon        | 4 agosto 2014   | Every Witch Way                                                                |
| Italia           | Boing (st. 1-2)    | 31 ottobre 2014 | Emma una strega da favola                                                      |
| Italia           | TeenNick (st. 3-4) | 4 dicembre 2015 | Emma una strega da favola                                                      |
| Asia meridionale | Nickelodeon        | 2015            | Every Witch Way (Inglese) एव्री विच वे (Hindi) எவெரி விடச் வே (Tamil) ఎవరీ విచ్ వే (Telugu) |
| Germania         | Nickelodeon        | 19 gennaio 2015 | Emma, einfach magisch (Emma, semplicemente magia)                              |
| Polonia          | Nickelodeon        | 19 gennaio 2015 | Czarownica Emma                                                                |
| Francia          | Nickelodeon 4Teen  | 16 marzo 2015   | Teen Witch (Giovane strega)                                                    |
| Irlanda          | RTÉ 2              | aprile 2015     | Every Witch Way                                                                |